# El Tiempo (Murcia)
El Tiempo fue un periódico de la provincia de Murcia. Se publicó durante el primer tercio del siglo XX. Su ideología era conservadora.
Se fundó en 1908, su primer director fue Nicolás Ortega Pagán, que trabajaba anteriormente en el diario La Verdad. Su contenido era de tipo general acogiendo noticias, opiniones, anuncios y temas culturales. Se trataba por tanto de un diario de información general.
Su ideología se encontraba ligada a Juan de la Cierva y Peñafiel, aunque se definía como periódico independiente, pero no se trataba de un diario radical.
Desde 1924 cada año realizaba la publicación de dos números extraordinarios, uno sobre la Semana Santa con ilustraciones de las imágenes realizadas por Francisco Salzillo y otro sobre la feria y toros de septiembre. En estos números colaboraban autores muy conocidos y estaban considerados como de gran calidad cultural.
Entre sus colaboradores se encontraba Frutos Baeza que al cierre del Diario de Murcia colaboró con una sección llamada De la Murcia de Ayer, en la que daba a conocer datos históricos sobre las tradiciones murcianas. Asimismo, dedicó un panegírico a la muerte de José Martínez Tornel.
En 1927 organizó una vuelta ciclista a la ciudad de Murcia.
En 1936 al iniciarse la guerra civil fue incautado y se publicó con el nombre de Confederación, convirtiéndose en un diario obrero.